# Hoằng Ngọc
Hoằng Ngọc là một xã thuộc huyện Hoằng Hóa, tỉnh Thanh Hóa, Việt Nam.
Xã Hoằng Ngọc có diện tích 6,04 km², dân số năm 1999 là 6750 người, mật độ dân số đạt 1118 người/km².